# Provincia di Obispo Santistevan
Obispo Santistevan è una provincia del dipartimento boliviano di Santa Cruz.

Il suo capoluogo è Montero.

## Storia
La provincia venne creata il 2 dicembre 1941 come omaggio al vescovo monsignor José Belisario Santistevan Seoane, che fece costruire la cattedrale di Santa Cruz de la Sierra.

## Economia
L'economia si basa soprattutto sull'agricoltura, in particolare sulla coltivazione della canna da zucchero. La provincia ha il primato di essere la maggiore produttrice alimentare della Bolivia, anche grazie alla tecnologia avanzata.

## Geografia antropica

### Suddivisioni amministrative
La provincia è suddivisa in 5 comuni:
- Montero
- Saavedra
- Mineros
- Fernández Alonso
- San Pedro